# Coppa delle Nazioni 1934
La Coppa delle Nazioni 1934 fu la 13ª edizione della omonima manifestazione di hockey su pista. Venne disputata in Svizzera nella città di Montreux dal 31 marzo al 2 aprile 1934 e fu organizzata dal Montreux Hockey Club.
Il torneo fu vinto dal Montreux Hockey Club per la 3ª volta nella sua storia.

## Squadre partecipanti
- ERC Stoccarda
- Ginevra
- Montreux
- Roma

## Svolgimento del torneo

### Risultati
|               | ROM | GIN | STO | MON  |
| ------------- | --- | --- | --- | ---- |
| Roma          |     | 2-2 | 0-8 | 0-12 |
| Ginevra       | 4-2 |     | 1-6 | 3-7  |
| ERC Stoccarda | 5-1 | 7-5 |     | 2-3  |
| Montreux      | 6-1 | 5-0 | 1-2 |      |

### Classifica
|    | Squadra       | PT | G | V | N | P | GF | GS | Diff. |
| -- | ------------- | -- | - | - | - | - | -- | -- | ----- |
| 1. | Montreux      | 10 | 6 | 5 | 0 | 1 | 34 | 8  | +26   |
| 2. | ERC Stoccarda | 10 | 6 | 5 | 0 | 1 | 30 | 11 | +19   |
| 3. | Ginevra       | 3  | 6 | 1 | 1 | 4 | 15 | 29 | -14   |
| 4. | Roma          | 1  | 6 | 0 | 1 | 5 | 6  | 37 | -31   |

## Campioni
| Vincitore Coppa delle Nazioni 1934 |
| ---------------------------------- |
| Montreux Hockey Club 3º titolo     |